# نيك بيترز
نيك بيترز (بالإنجليزية: Nick Peters)‏ هو كاتب حول الرياضة وصحفي أمريكي، ولد في 1 أبريل 1939، وتوفي في 23 مارس 2015 في إلك غروفي في الولايات المتحدة.